# Honorowi Obywatele Zielonej Góry
Honorowi obywatele Miasta Zielona Góra – tytuł honorowego obywatela Zielonej Góry, ustanowiony w 1993 roku przez Radę Miasta Zielona Góra i przyznawany – z przerwami, corocznie.

## Historia
Zielona Góra miała honorowych obywateli przed II wojną światową, także po 1945 roku. Honorowe obywatelstwo posiadali Adolf Hitler i Erich Raeder. Ten tytuł wygasł według prawa pruskiego w wyniku śmierci ww. osób. Honorowe obywatelstwo po 1945 nadane zostało też marszałkowi Michałowi Roli-Żymierskiemu.
Do tradycji wrócono w 1993 roku, kiedy Rada Miasta Zielonej Góry przyjęła uchwałę nr XXXI/287/93 z 28 stycznia 1993 roku w sprawie zasad nadawania honorowego obywatelstwa Zielonej Góry. Dodatkowo uchwała określała wygląd pamiątkowej odznaki wręczanej Honorowym Obywatelom Miasta. Honorowe obywatelstwo mogło być nadane z inicjatywy przewodniczącego Rady Miasta, a także na wniosek osoby fizycznej, zakładu pracy lub organizacji.
Obecnie zasady przyznawania honorowego obywatelstwa Zielonej Góry reguluje uchwała nr LVI.476.2013 Rady Miasta Zielona Góra z 29 października 2013 roku w sprawie Honorowego Obywatelstwa Miasta Zielona Góra oraz Nagrody Miasta Zielona Góra. Zgodnie z nią wspomniany tytuł może być przyznany osobie tylko jeden raz. Rada Miejska może wyróżnić honorowym obywatelstwem do trzech osób. Wnioski w tej sprawie mogą składać Prezydent Zielonej Góry, co najmniej dwóch Radnych Miasta oraz grupa 400 mieszkańców wpisanych do rejestru wyborców.
Od 1993 do 2024 roku tytuł przyznano 64 osobom, jednakże bp Stefan Regmunt, który w 2016 otrzymał Honorowe Obywatelstwo Zielonej Góry, w 2021 zrezygnował z tytułu. Wśród wyróżnionych znalazło się 8 kobiet oraz 56 mężczyzn.

## Lista Laureatów od 1993 roku
| Rok  | Laureat                                    | Laureat |
| ---- | ------------------------------------------ | ------- |
| 1993 | Albin Bandurski                            |         |
| 1993 | Władysław Korcz                            |         |
| 1993 | Arkadiusz Skrzypaszek                      |         |
| 1993 | Maciej Czyżowicz                           |         |
| 1993 | Dariusz Góździak                           |         |
| 1993 | Eckehardt Gärtner                          |         |
| 1994 | Zdzisław Adamczewski                       |         |
| 1994 | ks. Konrad Herrmann                        |         |
| 1994 | Tadeusz Zgorzalewicz                       |         |
| 1995 | ks. Władysław Nowicki                      |         |
| 1995 | Tomasz Sobkowiak                           |         |
| 1997 | Janina Ertner                              |         |
| 1997 | Andrzej Huszcza                            |         |
| 1997 | Stanisław Palonka                          |         |
| 1997 | Czesław Grabowski                          |         |
| 1997 | Janj Muszyński                             |         |
| 1998 | Ryszard Kaczorowski                        |         |
| 1999 | Jan Paweł II                               |         |
| 2001 | Tomasz Florkowski                          |         |
| 2001 | Zbyszko Piwoński                           |         |
| 2001 | bp Józef Pośpiech                          |         |
| 2001 | Peter Verhees                              |         |
| 2001 | Henk Seelen                                |         |
| 2002 | Waldemar Kleinschmidt                      |         |
| 2002 | Wilhelmus Johannes Bernardus Maria van Elk |         |
| 2003 | Janina Wolanin                             |         |
| 2004 | Janusz Koniusz                             |         |
| 2004 | Urszula Dudziak                            |         |
| 2004 | Zbigniew Czarnuch                          |         |
| 2005 | Eugenia Pawłowska                          |         |
| 2006 | Heinz Mölller                              |         |
| 2006 | ks. Antoni Habura                          |         |
| 2006 | Florian Porębski                           |         |
| 2007 | Włodzimierz Kwaśniewicz                    |         |
| 2008 | bp Adam Dyczkowski                         |         |
| 2008 | Andrzej Toczewski                          |         |
| 2008 | Czesław Fedorowicz                         |         |
| 2008 | Lech Wałęsa                                |         |
| 2009 | Zofia Banaszak                             |         |
| 2009 | Włodzimierz Bogucki                        |         |
| 2009 | Walerian Piotrowski                        |         |
| 2010 | Hieronim Szczegóła                         |         |
| 2010 | Marian Eckert                              |         |
| 2010 | Irena Bierwiaczonek                        |         |
| 2010 | Zdzisław Grudzień                          |         |
| 2010 | ks. Kazimierz Michalski                    |         |
| 2012 | Edward Jaworski                            |         |
| 2012 | Witold Warias                              |         |
| 2012 | Jerzy Zgodziński                           |         |
| 2013 | ks. Tadeusz Isakowicz-Zaleski              |         |
| 2014 | Antoni Łusiak                              |         |
| 2014 | Ryszard Peryt                              |         |
| 2014 | Zbigniew Majewski                          |         |
| 2016 | Józef Malski                               |         |
| 2016 | bp Stefan Regmunt                          |         |
| 2017 | Małgorzata Hellman                         |         |
| 2017 | Roland Hellman                             |         |
| 2017 | Tadeusz Biliński                           |         |
| 2018 | Wilhelm Skibiński                          |         |
| 2018 | Marian Szymczak                            |         |
| 2019 | ks. Jerzy Nowaczyk                         |         |
| 2019 | Michał Kisielewicz                         |         |
| 2021 | Maryla Rodowicz                            |         |
| 2024 | Mirosław Kuleba                            |         |